# Sur le passage de quelques personnes à travers une assez courte unité de temps
Pour plus de détails, voir Fiche technique et Distribution.
Sur le passage de quelques personnes à travers une assez courte unité de temps est un film français réalisé par Guy Debord, sorti en 1959. Il s'agit du deuxième film de Debord.

## Fiche technique
- Réalisateur : Guy Debord
- Chef opérateur : André Mrugalski
- Montage : Chantal Delattre
- Recherche d'archives, recrutement équipe : Serge Korber (non crédité)
- Assistant réalisateur : Ghislain de Marbaix (en remplacement de S. Korber)
- Assistant opérateur : Jean Harnois
- Script : Michèle Vallon
- Machiniste : Bernard Largemain
- Production : Dansk-Fransk Experimentalfilms Kompagni (Copenhague)
- Tournage : avril 1959
- Format : 35 mm, noir et blanc
- Musique : Haendel (L'Origine du dessin), de Lalande (Caprice n° 2)
- Narrateurs : Jean Harnois, Guy Debord, Claude Brabant
- Durée : 18 minutes et 50 secondes

## Commentaire
Film expérimental réalisé comme un documentaire ordinaire tendant  à se démentir en tant qu'anti-film d'art écartant systématiquement le côté spectaculaire de certains plans où la caméra évite tout élément « digne d'intérêt » (fuite du cadrage dès qu'il rencontre de l'action ou un monument). Le commentaire, sorte de réflexion sur l'origine du mouvement situationniste débutant, comprend une forte proportion de citations détournées d'auteurs classiques, d'un roman de science-fiction ou de sociologues à la mode, de moins en moins adéquates, voire emphatiquement grossies par rapport à ce qui est donné à voir (films d'actualités, publicités commerciales) amenant à se demander : quel est donc son sujet ? Sans doute la tentative de description d'une époque de négation privée de cohérence et centrée sur un vide dont "la vraie vie" est absente. 
Le fond sonore que l'on entend durant le générique est issu des débats, principalement en français et en allemand, de la troisième conférence de l'Internationale situationniste tenue à Munich du 17 au 20 avril 1959 ainsi que précisé au début du film.